# フレデリック・アントネッティ
フレデリック・アントネッティ（Frédéric Antonetti, 1961年8月19日 - ）は、フランス・オート＝コルス県ヴァンゾラスカ出身の元サッカー選手、現サッカー指導者。現役時代のポジションはDF、MF。

## 経歴
若い頃にはINF（国立サッカー学院）に所属するなど期待されていたが、その後は伸び悩み、結局フランス1部リーグでの出場はわずか2試合のみであった。1990年の引退後はキャリアの多くを過ごしたコルシカ島のSCバスティアで指導者としてスタートし、1994年10月に33歳でトップチームの監督に就任した。
1998年シーズン途中にJリーグ・ガンバ大阪の監督に就任。フランス国外で初めて指揮を執るクラブだった。チーム戦術としては、就任直前に行われたフランス・ワールドカップで優勝したフランス代表のような組織的なサッカーを展開したいとしていたが、若い選手が大半だった当時のG大阪では育成と結果の両立が難しく、1年間の契約期間が切れるとクラブから契約延長の話は出なかった。
フランス帰国後は再びバスティアの監督に復帰。弱小クラブを1部リーグの常連に育て上げた手腕を買われ、その後は名門のASサンテティエンヌで3シーズン、ニースで4シーズン指揮を執った。2009年からスタッド・レンヌの監督を務める。2015年11月22日、リールの指揮官の座に就いた。
1999年にG大阪を退任する際は、当時若手のホープだった稲本潤一の才能に惚れ込み、フランスへ連れて帰ろうとした。その10年後の2009年、新しく監督に就任したレンヌで稲本を獲得した。

## 監督成績
2020年11月8日現在
| クラブ           | 就任           | 退任           | 記録 | 記録 | 記録 | 記録 | 記録  | 記録 | 記録 | 記録   |
| クラブ           | 就任           | 退任           | 試   | 勝   | 分   | 敗   | 得    | 失   | 差   | 勝率   |
| ---------------- | -------------- | -------------- | ---- | ---- | ---- | ---- | ----- | ---- | ---- | ------ |
| バスティア       | 1994年10月2日  | 1998年5月13日  | 165  | 64   | 45   | 56   | 204   | 195  | +9   | 038.79 |
| ガンバ大阪       | 1998年5月14日  | 1999年6月1日   | 44   | 17   | 0    | 27   | 67    | 81   | −14  | 038.64 |
| バスティア       | 1999年6月1日   | 2001年5月19日  | 78   | 30   | 18   | 30   | 105   | 90   | +15  | 038.46 |
| サンテティエンヌ | 2001年10月7日  | 2004年6月2日   | 120  | 55   | 30   | 35   | 129   | 106  | +23  | 045.83 |
| ニース           | 2005年5月24日  | 2009年5月18日  | 171  | 62   | 55   | 54   | 173   | 165  | +8   | 036.26 |
| レンヌ           | 2009年6月2日   | 2013年5月30日  | 183  | 75   | 43   | 65   | 250   | 215  | +35  | 040.98 |
| リール           | 2015年11月22日 | 2016年11月22日 | 45   | 19   | 11   | 15   | 51    | 43   | +8   | 042.22 |
| メス             | 2018年5月24日  | 2019年5月18日  | 46   | 28   | 11   | 7    | 71    | 31   | +40  | 060.87 |
| メス             | 2020年10月12日 |                | 4    | 2    | 2    | 0    | 5     | 2    | +3   | 050.00 |
| 合計             | 合計           | 合計           | 856  | 352  | 215  | 289  | 1,055 | 928  | +127 | 041.12 |

## タイトル

### 指導者時代
SCバスティア
- UEFAインタートトカップ:1回（1997）

ASサンテティエンヌ
- リーグ・ドゥ:1回（2003-04）

FCメス
- リーグ・ドゥ:1回（2018-19）